# Rathaus Tribsees

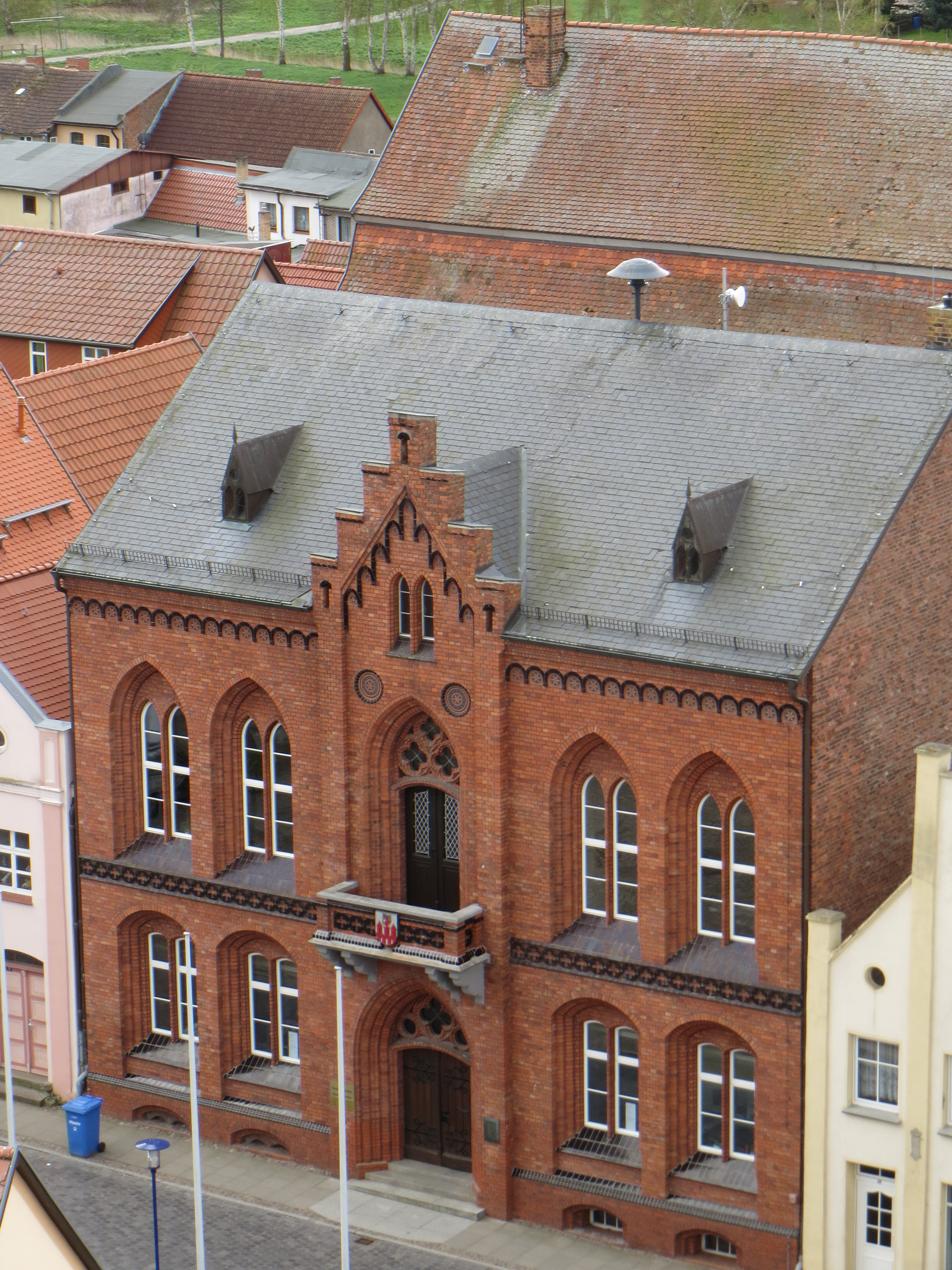
Rathaus Tribsees

Das Rathaus Tribsees in Tribsees, Karl-Marx-Straße 18, (Mecklenburg-Vorpommern, Landkreis Vorpommern-Rügen) wurde 1884 gebaut.
Das Gebäude steht unter Denkmalschutz.

## Geschichte
Tribsees mit 2612 Einwohnern (2019) wurde als Burg 1140 erstmals erwähnt und war ein wichtiger westlicher Grenzübergang von Pommern-Wolgast. 1702 brannte die Stadt bis auf das Amtshaus nieder. 
Das dann neue zweigeschossige historisierende verklinkerte Rathaus von 1884 aus der Gründerzeit mit einem Treppengiebel als Mittelrisalit ist der Sitz des Bürgermeisters und der Verwaltung des Amts Recknitz-Trebeltal.

Im Rahmen der Städtebauförderung der Modellstadt wurde 1994 das Rathaus saniert.